# Klášter dehoniánů (Dubí)
Klášter Misionářů Nejsvětějšího Srdce Ježíšova (dehoniánů) existoval v Dubí u Teplic v letech 1907–1950.

## Historie koleje
Roku 1907 pozval kníže Carlos Clary-Aldringen do Dubí u Teplic (fara Novosedlice) tuto kongregaci, jejíž tři kněží vykonávali ve zdejším filiálním chrámu Neposkvrněného početí Panny Marie duchovní službu.
Klášter definitivně zanikl v roce 1950 v rámci Akce K, kdy Státní bezpečnost násilně ukončila řeholní život mužských řeholí v tehdejším Československu.